# Aeroporto di Rovaniemi
L'Aeroporto di Rovaniemi (IATA: RVN, ICAO: EFRO) è il quarto maggior aeroporto della Finlandia per il traffico di passeggeri. È situato a circa 10 chilometri a nord dal centro di Rovaniemi. Il Circolo polare artico attraversa l'estremità settentrionale della pista.

## Storia
L'aeroporto è stato costruito nel 1940 ed era dotato di due piste d'erba. Durante la guerra di continuazione veniva usato dalla Luftwaffe (forza aerea tedesca) per i rifornimenti.

## Aeroporto ufficiale di Babbo Natale

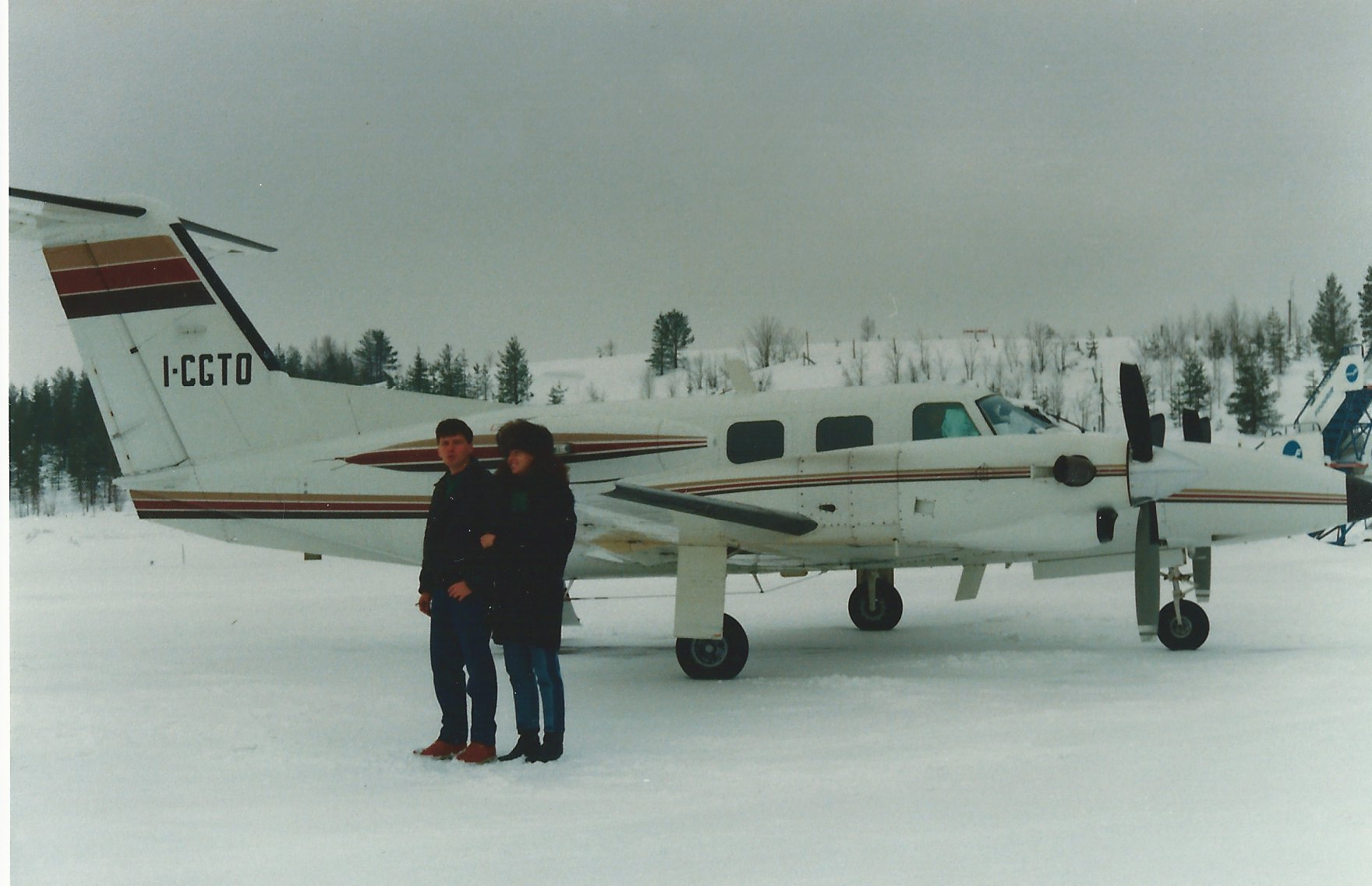
Piper PA-42 I-CGTO a Rovaniemi

Nel 2010 l'aeroporto ha servito oltre 309.000 persone. La stagione principale del traffico charter proveniente principalmente da Gran Bretagna e diversi paesi europei incomincia da fine novembre e perdura fino alla metà di gennaio ogni anno. I turisti russi arrivano tendenzialmente nel mese di gennaio poiché il Natale Ortodosso  cade in una data diversa rispetto al 25 dicembre.
Oltre al normale traffico passeggeri, sulla pista atterrano e decollano spesso i McDonnell Douglas F/A-18 Hornet della Suomen ilmavoimat.
L'Aeroporto di Rovaniemi è uno dei tre aeroporti della Finlandia dotato di manicotti d'imbarco (gli altri due sono quello di Helsinki-Vantaa e quello di Oulu). L'aeroporto è gestito da Finavia. È collegato alla città di Rovaniemi centro da taxi e da autobus che collegano lo scalo anche a diverse località della Lapponia, anche verso grandi centri sportivi invernali.
Il villaggio di Babbo Natale e il Santa Park sono situati a pochi km dall'aeroporto, così come il centro cittadino, a circa 10 km dallo stesso; il che permette di raggiungere comodamente ristoranti e alberghi della città. Il periodo più congestionato per l'aeroporto è durante le vacanze di Natale, quando molti turisti sono attratti dalla località.